# Recursión

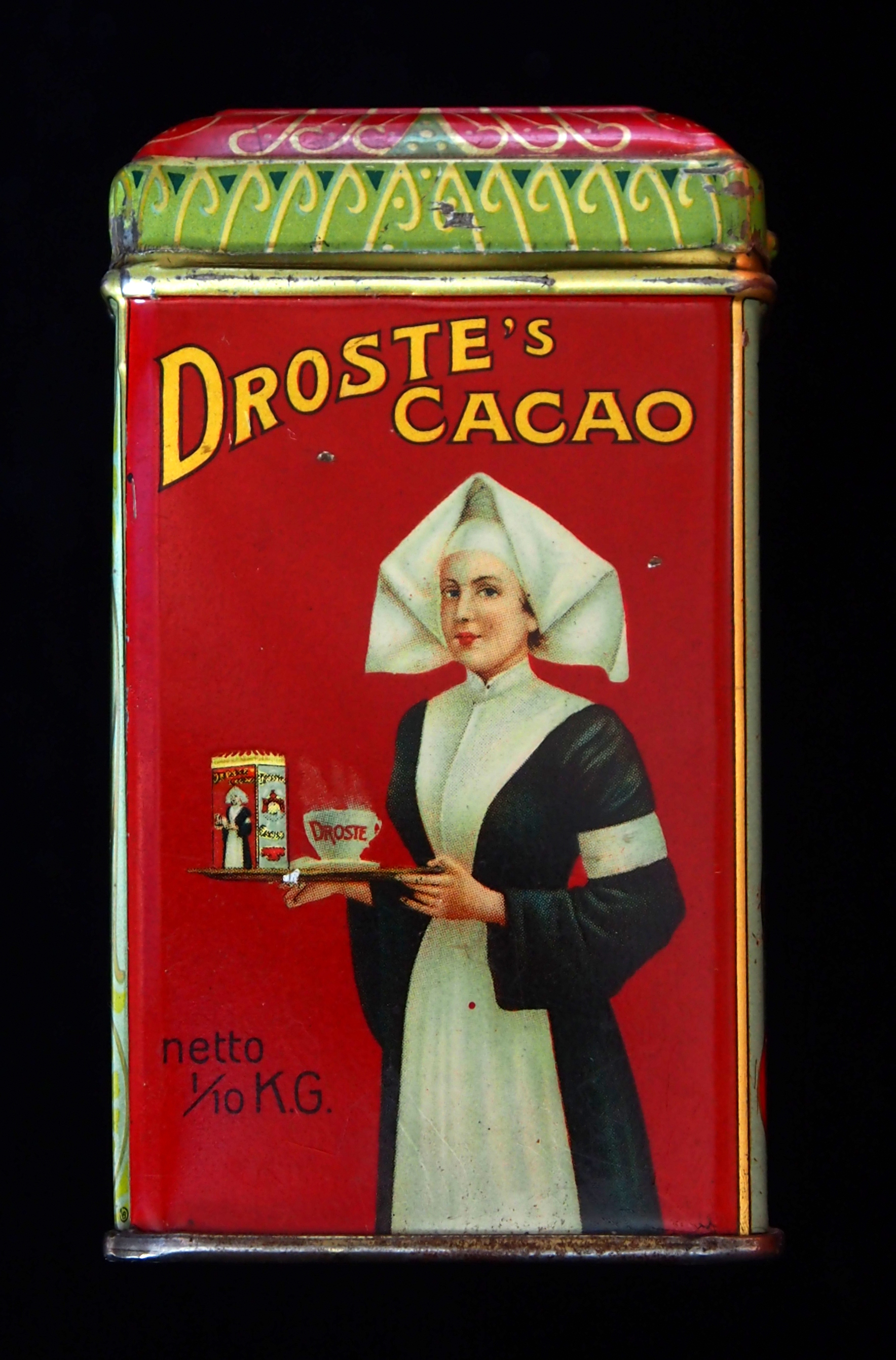
Anuncio de cacao con una imagen recursiva. La mujer muestra un paquete idéntico al del propio anuncio, conteniendo así a otra mujer que muestra otro paquete más pequeño, de forma recursiva.

Imagen recursiva formada por un triángulo de Sierpinski. Cada triángulo está compuesto de otros, compuestos a su vez de la misma estructura recursiva.

La recursión o recursividad es la posibilidad que tiene un cierto tipo de unidad o proceso de contenerse o aplicarse a sí mismo indefinidamente. La recursión tiene esta característica discernible en términos de autorreferencialidad, autopoiesis, fractalidad o, en otras palabras, construcción a partir de un mismo tipo. Con ánimo de una mayor precisión, y para evitar la aparente circularidad en esta definición, se formula el concepto de recursión de la siguiente manera:
Un problema que pueda definirse en función de su tamaño, sea este N, puede dividirse en instancias más pequeñas (< N) del mismo problema y se conocerá la solución explícita a las instancias más simples, lo que se conoce como casos base, y se puede aplicar inducción sobre las llamadas más pequeñas y suponer que estas quedan resueltas.[cita requerida]
A continuación se exponen algunos ejemplos:
- Factorial: Se desea calcular {\displaystyle n!\,} (el factorial de {\displaystyle n\,}, que se define como el producto de todos los enteros positivos de {\displaystyle 1\,} a {\displaystyle n\,}). Se puede definir el problema de forma recurrente como {\displaystyle n(n-1)!\,}; como {\displaystyle (n-1)!\,} es menor que {\displaystyle n!\,} podemos aplicar inducción por lo que disponemos del resultado. El caso base es {\displaystyle 0!\,} que es {\displaystyle 1\,}.
- Algoritmo de ordenación por fusión: Sea v un vector de n elementos, podemos separar el vector en dos mitades. Estas dos mitades tienen tamaño n/2 por lo que, por inducción, podemos aplicar la ordenación en estos dos subproblemas. Una vez tenemos ambas mitades ordenadas, simplemente debemos fusionarlas. El caso base es ordenar un vector de cero o un elemento, que está trivialmente ordenado y no hay que hacer nada.

En estos ejemplos puede observarse cómo un problema se divide en varias (una o más) instancias del mismo problema, pero de tamaño menor, gracias a lo cual se puede aplicar inducción, llegando a un punto donde se conoce el resultado (el caso base).[cita requerida]

## Recursión en matemáticas

### Conjuntos definidos de forma recurrente
Un ejemplo de conjunto definido de forma recurrente es el de los números naturales, es decir, el conjunto de los números enteros no negativos:
1. {\displaystyle 0\,} pertenece a ℕ.
2. Si {\displaystyle n\,} pertenece a ℕ, entonces {\displaystyle n+1\,} pertenece a ℕ.
3. Si {\displaystyle x\,} verifica las anteriores condiciones, entonces {\displaystyle x\,} está incluido en ℕ [cita requerida].

### Funciones definidas de forma recurrente
Aquellas funciones cuyo dominio es un conjunto a lo más enumerable pueden ser definidas de forma recurrente.
Un ejemplo conocido es la definición recurrente de la función factorial n!:
{\displaystyle n!={\begin{cases}{\mbox{si }}n=0&\Rightarrow 1\\{\mbox{si }}n\geq 1&\Rightarrow n\;(n-1)!\end{cases}}}
Veamos cómo se usa esta definición para hallar el valor del factorial de 3:
{\displaystyle {\begin{aligned}3!&=3\cdot (3-1)!\\{}&=3\cdot 2!\\{}&=3\cdot 2\cdot (2-1)!\\{}&=3\cdot 2\cdot 1!\\{}&=3\cdot 2\cdot 1\cdot (1-1)!\\{}&=3\cdot 2\cdot 1\cdot 0!\\{}&=3\cdot 2\cdot 1\cdot 1\\{}&=6\\\end{aligned}}}
Otros ejemplos de funciones y sucesiones matemáticas definidas de forma recursiva son:
- Sucesión de Fibonacci — f(0)= 1, f(1) = 1; f(n) = f(n-1) + f(n-2) para {\displaystyle n\geq 2}.
- Números de Catalan — C(2n, n)/(n+1)
- Función de Ackermann

### Constantes
La razón áurea se puede definir de forma recursiva, como una fracción continua en que todos los números son unos:  
{\displaystyle \phi =1+{\frac {1}{\phi }}=1+{\cfrac {1}{1+{\cfrac {1}{1+{\cfrac {1}{1+...}}}}}}}.
De forma similar, la identidad {\displaystyle {\sqrt {x}}=1+{\frac {x-1}{1+{\sqrt {x}}}}} da lugar a una definición como fracción continua de cualquier raíz cuadrada:
{\displaystyle {\sqrt {x}}=1+{\cfrac {x-1}{2+{\cfrac {x-1}{2+{\cfrac {x-1}{2+{\ddots }}}}}}}}

### Resolución de problemas
Resolución de ecuaciones homogéneas de primer grado, segundo orden:
a) Se pasan al primer miembro los términos {\displaystyle a_{n}}, {\displaystyle a_{n-1}}, {\displaystyle a_{n-2}}, los cuales también podrían figurar como {\displaystyle a_{n+2}}, {\displaystyle a_{n+1}}, {\displaystyle a_{n}}
b) Se reemplaza {\displaystyle a_{n}} por {\displaystyle r^{2}}, {\displaystyle a_{n-1}} por {\displaystyle r} y {\displaystyle a_{n-2}} por {\displaystyle 1}, quedando una ecuación de segundo grado con raíces reales y distintas {\displaystyle r_{1}} y {\displaystyle r_{2}}.
c) Se plantea {\displaystyle a=u\;r_{1}n+v\;r_{2}n}
d) Debemos tener como dato los valores de los dos primeros términos de la sucesión: {\displaystyle A_{0}=k\,} y {\displaystyle A_{1}=k^{\prime }}. Utilizando estos datos ordenamos el sistema de 2x2: 
{\displaystyle {\begin{cases}u+v=k\\u\;r_{1}+u\;r_{2}=k^{\prime }\end{cases}}}
La resolución de este sistema nos da como resultado los valores {\displaystyle u_{0}} y {\displaystyle v_{0}}, que son números reales conocidos.
e) La solución general es: 
{\displaystyle a_{n}=u_{0}\;r_{1}n+v_{0}\;r_{2}n}

## Recursión en informática
En programación, un método usual de simplificación de un problema complejo es la división de este en subproblemas del mismo tipo. Esta técnica de programación se conoce como divide y vencerás y es el núcleo en el diseño de numerosos algoritmos de gran importancia, así como también es parte fundamental de la programación dinámica.
Implementación en C:
```
int
 
factorial
 
(
int
 
n
)

{

    
if
 
(
n
 
>
 
1
)

    
{

        
return
 
n
 
*
 
factorial
(
n
-1
);

    
}
else

    
{

        
return
 
1
;

    
}

}

int
 
main
()

{

    
printf
(
"Recusividad
\n
"
);

    
int
 
result
 
=
 
factorial
(
5
);

    
printf
(
"El resultado es: %i"
,
 
result
);

    
return
 
0
;

}

```

Implementación en C++:
```
 
int
 
factorial
(
int
 
x
)

 
{

    
if
 
(
x
 
>
 
-1
 
&&
 
x
 
<
 
2
)
 
return
 
1
;
  
// Cuando -1 < x < 2 devolvemos 1 puesto que 0! = 1 y 1! = 1

    
else
 
if
 
(
x
 
<
 
0
)
 
return
 
0
;
       
// Error no existe factorial de números negativos

    
return
 
x
 
*
 
factorial
(
x
 
-
 
1
);
    
// Si x >= 2 devolvemos el producto de x por el factorial de x - 1

 
}

```

Implementación en Pascal:
```
  
FUNCTION
 
Factorial
 
(
CONST
 
N
:
 
INTEGER
)
:
 
INTEGER
;

  
BEGIN

    
IF
 
N
 
>
 
1
 
THEN

      
Factorial
 
:=
 
N
 
*
 
(
Factorial
 
(
N
 
-
 
1
))
;

    
ELSE

      
BEGIN

         
IF
 
((
N
=
0
)
 
OR
 
(
N
=
1
))

           
Factorial
 
:=
 
1
;

         
ELSE

           
Factorial
 
:=
 
0
;

      
END
;

    
END
;

  
END
;

```

Implementación en Python:
```
def
 
factorial
(
n
):

    
if
 
n
 
==
 
1
 
or
 
n
 
==
 
0
:

        
return
 
1

    
else
:

        
return
 
n
 
*
 
factorial
(
n
-
1
)

```

El seguimiento de la recursividad programada es casi exactamente igual a los ejemplos antes dados, para intentar ayudar a que se entienda mejor se ha acompañado con muchas explicaciones y con colores que diferencia los distintos sub-procesos de la recursividad.
```
X = 3
 //Queremos 3!, por lo tanto X inicial es 3

X >= 2 -> return 3*factorial(2);

    
X = 2
 //Ahora estamos solicitando el factorial de 2
    
X >= 2 -> return 2*factorial(1);

        
X = 1
 // Ahora estamos solicitando el factorial de 1
        
X < 2 -> return 1;

        [En este punto tenemos el factorial de 1 por lo que volvemos marcha atrás resolviendo todos los resultados]
    
return 2
 [es decir: return 2*1 = return 2*factorial(1)]

return 6
 [es decir: return 3*2 = return 3*factorial(2)*factorial(1)] // El resultado devuelto es 6
```

## Recursión en las ciencias sociales
El concepto de recursión o recursividad está en el centro de los debates epistemológicos en ciencias sociales, y se refiere a la situación en que los científicos sociales se encuentran al intentar producir conocimiento acerca de un mundo del que ellos mismos son parte. Según Audrey Alejandro, "como científicos sociales, la recursividad de nuestra condición alude al hecho de que somos a la vez sujetos (pues el discurso es el medio por el cual analizamos) y objetos de los discursos académicos que producimos (pues somos agentes sociales dentro del mundo que analizamos)". Desde esta premisa, identifica en la recursividad un reto fundamental en la producción de conocimiento que requiere nuestra reflexión: 

estamos socializados en discursos y predisposiciones producto del orden sociopolítico que aspiramos a transformar (un orden sociopolítico que podemos, por tanto, reproducir de manera inconsciente aun teniendo el objetivo opuesto). La recursividad de nuestra posición como académicos (y más específicamente, el hecho de que las herramientas que usamos para producir conocimiento sobre el mundo son a su vez producidas por este mundo— evidencia la necesidad crítica de implementar la práctica reflexiva y presenta el principal reto a la hora de hacerlo.

## Humor recursivo
La recursividad se emplea a menudo de forma humorística en textos informáticos, filosóficos o matemáticos. No es raro que un libro de texto de estas disciplinas incluya en su glosario una entrada similar a esta:
Recursividad, véase Recursividad.
En el buscador Google, al buscar «recursión», el sitio sugiere «Quizá quisiste decir: recursión».
Un chiste informático dice así«:Lo primero para entender la recursividad, es entender la recursividad». En la informática también es común la elección de acrónimos recursivos. PHP son las iniciales de PHP Hypertext Preprocessor (Preprocesador de Hipertexto PHP), WINE son las de WINE Is Not an Emulator (WINE no es un emulador) y GNU significa GNU's Not Unix (GNU no es Unix).